# ENEOS FOR OUR EARTH -ONE BY ONE-
『ENEOS FOR OUR EARTH -ONE BY ONE-』（エネオス・フォー・アワー・アース -ワン・バイ・ワン-）は、2020年10月2日からJ-WAVEで放送されているラジオ番組。
ナビゲーターは女優・モデルの堀田茜。

## 概要
毎週SDGs（持続可能な開発目標）について堀田がリスナーとともに学び、実践していく番組。
またスポンサーであるENEOSのSDGsへの貢献に向けた取り組みについて紹介している。
番組制作局であるJ-WAVEでは、番組開始から2021年9月まで単独番組として放送されていたが、同年10月から土曜昼のワイド番組『BLUE IN GREEN』内のフロート番組として放送されている。

## 放送時間・ネット局
2023年9月までは、全局土曜の放送で、放送日時が早い順、いずれも日本標準時（JST）。
2023年10月からは、ラジオとしてはJ-WAVEのみで放送されている。
SPINEAR以外『radiko』（プレミアム含む）で聴取可能。
| 放送対象地域 | 放送局        | 放送・配信時間 | 放送期間                      | 備考     |
| ------------ | ------------- | -------------- | ----------------------------- | -------- |
| 東京都       | J-WAVE        | 14:00 - 14:30  | 2020年10月2日 -               | 制作局   |
| 日本全域     | SPINEAR       | 14:00          | 2020年10月2日 -               | [ 注 4 ] |
| 福岡県       | CROSS FM      | 18:00 - 18:30  | 2020年10月3日 - 2023年9月30日 |          |
| 北海道       | FM NORTH WAVE | 19:00 - 19:30  | 2020年10月3日 - 2023年9月30日 |          |
| 大阪府       | FM802         | 20:00 - 20:30  | 2020年10月3日 - 2023年9月30日 | [ 注 5 ] |
| 愛知県       | ZIP-FM        | 22:00 - 22:30  | 2020年10月3日 - 2023年9月30日 |          |